# Dorfkirche Ivenrode

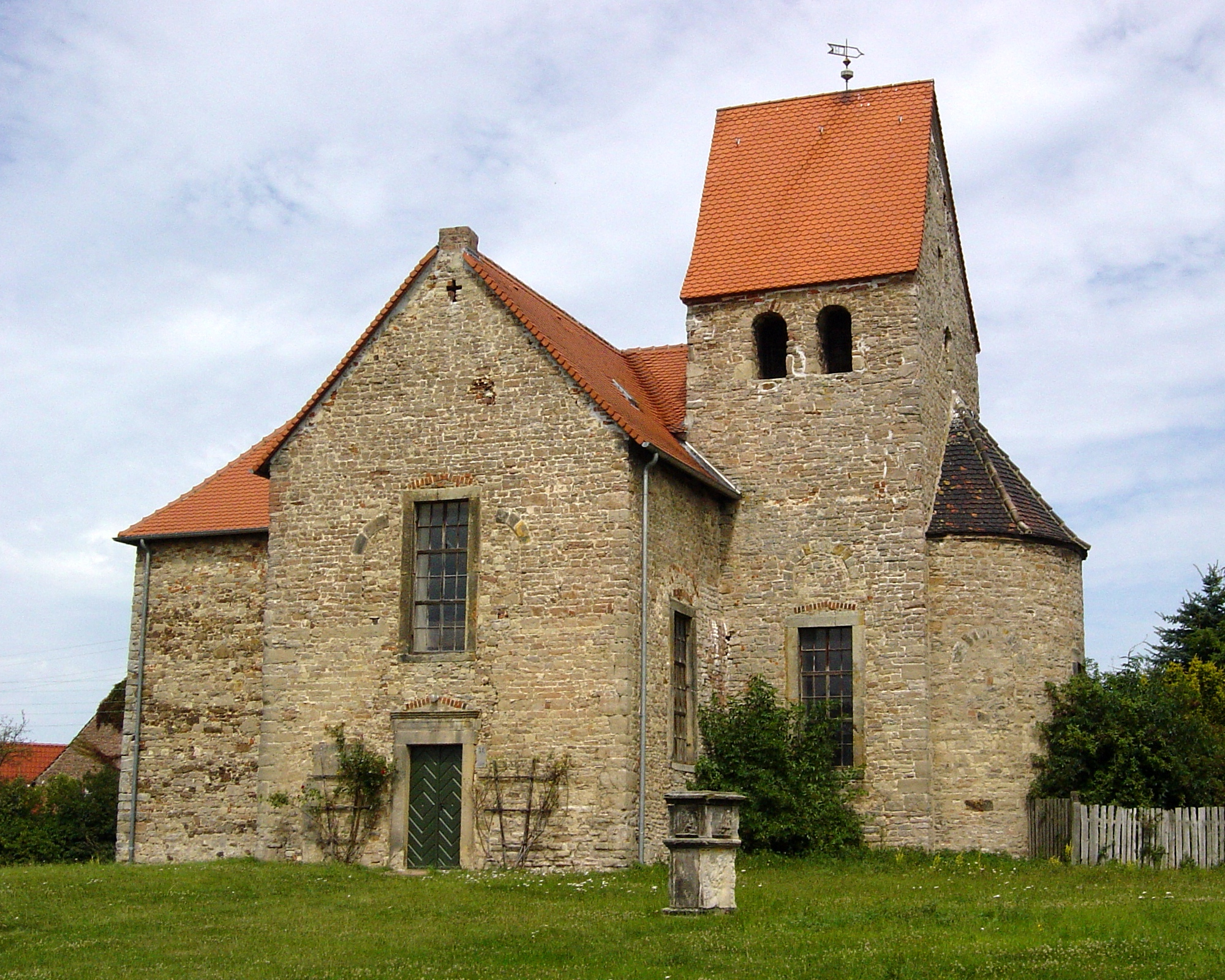
Dorfkirche Ivenrode

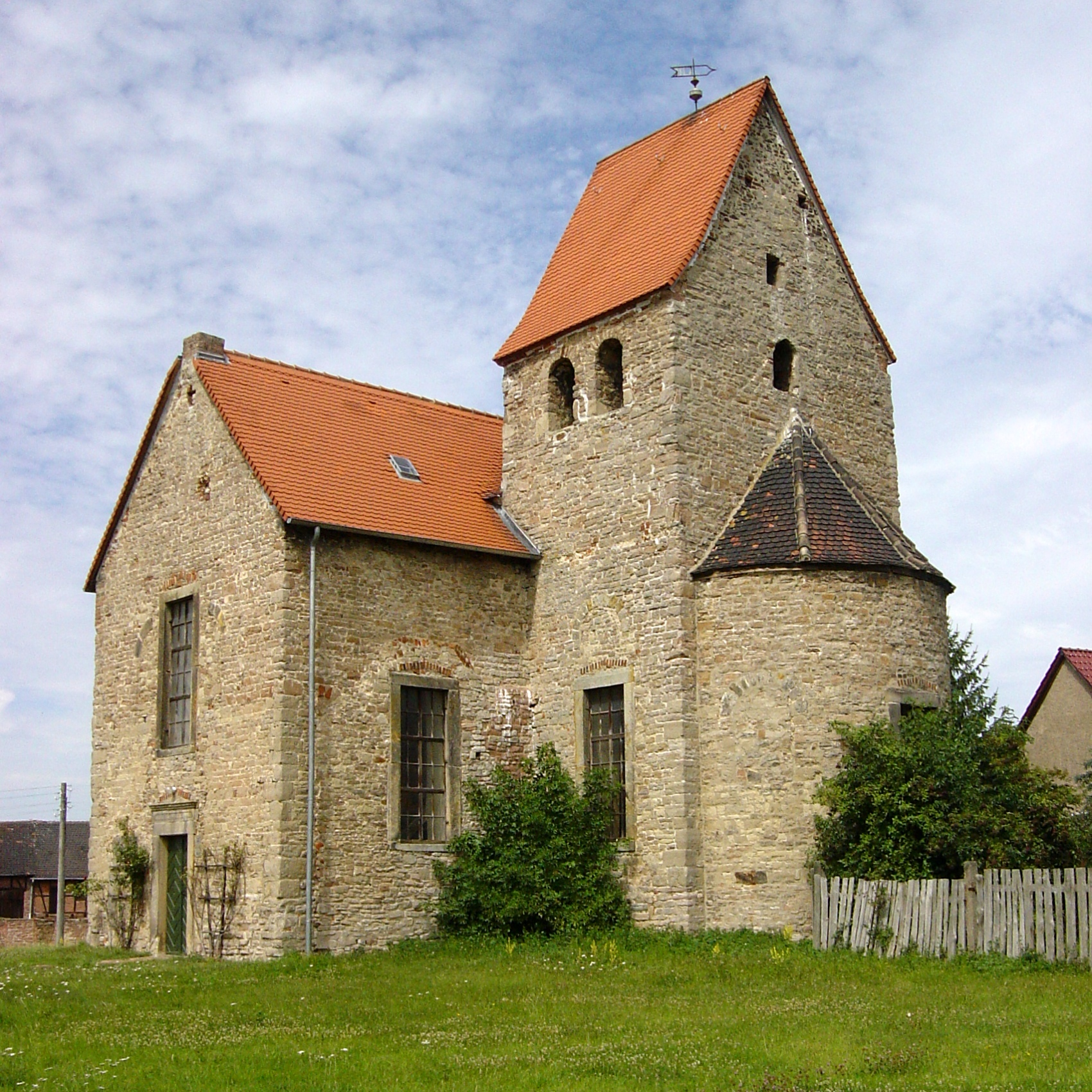
Südostansicht

Die evangelische Dorfkirche Ivenrode (auch: St. Salvator) ist eine im Kern romanische Saalkirche im Ortsteil Ivenrode von Altenhausen im Landkreis Börde in Sachsen-Anhalt. Sie gehört zur Kirchengemeinde Bülstringen im Kirchenkreis Haldensleben-Wolmirstedt der Evangelischen Kirche in Mitteldeutschland.

## Geschichte und Architektur
Die Kirche ist ein kreuzförmiger einschiffiger Bruchsteinbau mit Chorturm und Ostapsis vermutlich aus der ersten Hälfte des 13. Jahrhunderts. Ursprünglich hatte das Bauwerk möglicherweise drei Apsiden; der Ansatz einer Nebenapsis ist am nördlichen Kreuzarm erkennbar. Der Turm schließt mit längsgerichtetem Satteldach und je zwei rundbogigen Schallluken nach Nord und Süd. Vom Ursprungsbauwerk vermauert erhalten sind die zwei äußeren Rundbogenfenster der Apsis sowie Teile hochsitzender Fenster in den Kreuzarmen. Heute sind große barocke Rechteckfenster eingebrochen. Ein Barockportal ist in der Stirnwand des südlichen Kreuzarms eingebaut, daneben sind Reste einer romanischen Rechtecktür erhalten sowie ein in der nördlichen Stirnwand vermauertes romanisches Portal aus dem dritten Viertel des 13. Jahrhunderts. An seinen Kantensäulen sind Würfelkapitelle, der Sturz ist mit Andeutung eines zart eingetieften Bogenfeldes und darin Flachreliefs des Agnus dei in einem Kreismedaillon versehen. Das Innere mit barockem hölzernem Spiegelgewölbe wird durch qualitätvolle, aber beengende barocke Einbauten bestimmt. Der nördliche Kreuzarm wurde in den 1960er Jahren als Winterkirche abgetrennt. Das Querschiff ist ohne West-Ost-Bögen ausgeführt, die Nord-Süd-Bögen sind ohne Kämpfer. An den hochromanischen Apsiskämpfern aus Platte und Schräge sind Ranken und laufende Tiere dargestellt. In der Apsiskalotte sind fast vergangene Reste spätromanischer Wandmalerei zu finden, die Christus als Weltenrichter in der Mandorla (zwischen Maria und Johannes?) darstellen. Diese Wandmalereien sind in Kalkfresko-Secco-Mischtechnik ausgeführt, ihr Zustand wird als akut gefährdet beschrieben. In der Apsis ist eine Sakramentsnische mit eisenbeschlagener Tür eingelassen.

## Ausstattung
Die ungefasste barocke Ausstattung stammt vom Ende des 17. Jahrhunderts. Sie besteht aus Kastengestühl und Priechen mit Gitterfenstern, die schlichten Emporen lassen nur den Vierungsraum frei. Der Ostflügel ist als Sakristei durch den künstlerisch wertvollen, reich geschnitzten Kanzelaltar abgeschlossen: Die rechteckige Kanzel ist zwischen hohen korinthischen Säulen angebracht, als Bekrönung dient das von der Schulenburgische Stifterwappen. Ein qualitätvoller Taufengel stammt aus der Zeit um 1710, seine Fassung ist erneuert. Die auf 1853 datierte klassizistische Orgel im Rundbogenstil wurde von August Troch aus Haldensleben erbaut. Die Glocke wurde 1912 gegossen.